# Список воєначальників, які загинули під час Другої світової війни
Список воєначальників, які загинули під час Другої світової війни — список генералів, маршалів, фельдмаршалів, адміралів та інших вищих офіцерів країн «Осі» та Антигітлерівської коаліції, які загинули під час Другої світової війни в період з 1 вересня 1939 по 2 вересня 1945 року. У список входять як і воєначальники, що загинули безпосередньо в бою, так і ті, які покінчили з собою або загинули в ДТП чи авіакатастрофах або були репресовані або померли в госпіталі. Воєначальники погруповані за країнами. Вказані імена та прізвища військовиків, їхні військові звання, їхні посади на момент загибелі і дати та причини смерті.

## Німеччина
- Карл Айбль, генерал піхоти, командир 24-го танкового корпусу (загинув 21 січня 1943 року під Сталінградом)
- Гюнтер Ангерн, генерал-лейтенант, командир 16-ї танкової дивізії (покінчив з собою у Сталінградському «котлі» 2 лютого 1943 року)
- Ернст-Гюнтер Бааде, генерал-лейтенант, командир 81-го армійського корпусу (загинув під час бомбардування 8 травня 1945 року)
- Людвіг Бек, генерал-полковник (покінчив з собою після провалу змови проти Гітлера 20 липня 1944 року)
- Карл Беккер, генерал артилерії, начальник управління артилерії вермахту (застрелився 8 квітня 1940 року, вважаючи що Німеччина неминуче програє війну)
- Йоганнес Бесслер, генерал-лейтенант, командир 242-ї піхотної дивізії (помер від поранення у госпіталі 9 листопада 1944 року)
- Клеменс Бецель, генерал-лейтенант, оберштурмбанфюрер СА, командир 529-ї піхотної дивізії (загинув у бою 27 березня 1945 року)
- Ерпо фон Боденгаузен, генерал-лейтенант, командир 50-го армійського корпусу (застрелився 9 травня 1945 року після новини про  капітуляцію Німеччини)
- Федор фон Бок, генерал-фельдмаршал, у розпорядженні верховного командування (загинув під час бомбардування 4 квітня 1945 року)
- Георг Брандт, генерал кавалерії, у відставці (застрелився 21 квітня 1945 року, щоб не потрапити в радянський полон)
- Вільгельм Бургдорф, генерал піхоти, головний ад'ютант Гітлера (покінчив з собою 1 травня 1945 року)
- Бернгард Вабер, генерал авіації, командувач німецьких ВПС на Балканах (повішений 6 лютого 1945 року за розтрату державних коштів)
- Вальтер Векке, генерал авіації, комендант тренувального табору ВПС (помер в госпіталі 16 грудня 1943 року)
- Ральф Веннінгер, генерал авіації, генерал штабу головнокомандувача в Італії (загинув 13 березня 1945 року)
- Томас-Еміль фон Віккеде, генерал піхоти, командир 10-го армійського корпусу (загинув в авіакатастрофі 23 червня 1944 року)
- Віцлебен Іоб-Вільгельм Георг «Ервін» фон, генерал-фельдмаршал, у відставці (страчений 8 серпня 1944 року за участь у змові проти Гітлера)
- Альбрехт Вюстенгаґен, генерал-лейтенант, командир 256-ї піхотної дивізії (загинув у бою 24 квітня 1944 року)
- Вальтер Гайц, генерал-полковник, командир 8-го армійського корпусу (помер у радянському полоні 9 лютого 1944 року)
- Ганс-Валентін Губе, генерал-полковник, командувач 1-ї танкової армії (загинув в авіакатастрофі 21 квітня 1944 року)
- Карл Декер, генерал танкових військ, командир 39-го танкового корпусу (покінчив з собою 21 квітня 1945 року)
- Едуард Дітль, генерал-полковник, командувач 20-ю гірською армією «Норвегія» (загинув в авіакатастрофі 23 червня 1944 року)
- Отто Дрешер, генерал-лейтенант, командир 267-ї піхотної дивізії (загинув у бою 13 серпня 1944 року)
- Карл Егльзер, генерал гірсько-піхотних військ, командир 18-го гірського корпусу (загинув в авіакатастрофі 23 червня 1944 року)
- Ганс Єшоннек, генерал-полковник авіації, начальник генерального штабу люфтваффе (застрелився 19 серпня 1943 року після того, як авіація союзників розбомбила ракетний полігон в Пенемюнде)
- Густав Кастнер-Крдорф, генерал авіації, начальник виконавчого управління люфтваффе (застрелився 4 травня 1945 року, щоб не потрапити в полон до союзників)
- Гюнтер фон Клюге, генерал-фельдмаршал, командувач групи армій «D» (покінчив з собою 18 серпня 1944 року)
- Йоганн Мікль, генерал-лейтенант, командир 392-ї піхотної дивізії (загинув у бою з югославськими партизанами 10 квітня 1945 року)
- Вальтер Модель, генерал-фельдмаршал, командувач групи армій «B» (покінчив з собою 21 квітня 1945 року)
- Артур Мюльферштедт, групенфюрер СС і генерал-лейтенант поліції, командир Поліцейської дивізії СС (загинув під час артобстрілу 10 серпня 1941) — перший генерал СС, який загинув під час війни.
- Вальтер фон Райхенау, генерал-фельдмаршал, командувач групи армій «Південь» (загинув в авіакатастрофі 21 січня 1942 року)
- Ервін Роммель, генерал-фельдмаршал, у розпорядженні фюрера (покінчив з собою 14 жовтня 1944 року)
- Франц Россі, генерал-лейтенант, командир дивізійної групи (загинув в авіакатастрофі 23 червня 1944 року)
- Геннінг фон Тресков, генерал-майор, начальник штабу 2-ї армії (покінчив з собою 21 липня 1944 року)
- Вернер фон Фріч, генерал-полковник, почесний командир 12-го артилерійського полку (загинув 22 вересня 1939 року біля Варшави) — перший німецький генерал, який загинув під час війни, і єдиний, який загинув під час Польської кампанії.
- Фрідріх Фромм, генерал-полковник, командувач армії резерву (страчений 12 березня 1945 року за зв'язки з антигітлерівським повстанням)
- Ойген Ріттер фон Шоберт, генерал-полковник, командувач 11-ї армії (загинув, коли його літак помилково приземлився на радянське мінне поле, 12 вересня 1941 року)
- Ганс фон Шпонек, генерал-лейтенант (страчений за наказом Гітлера 23 липня 1944 року)
- Мартін Штрагаммер, генерал-майор, командир 114-ї єгерської дивізії (загинув за нез'ясованих обставин 2 травня 1945 року)
- Карл-Генріх фон Штюльпнагель, генерал від інфантерії, командувач окупаційними військами у Франції (страчений 30 серпня 1944 року за участь у змові проти Гітлера)

## Італія
- Італо Бальбо, маршал авіації Італії, генерал-губернатор Лівії і головнокомандувач італійських військ в Африці (літак, в якому перебував Бальбо, був помилково збитий італійською артилерією 28 червня 1940 року)
- Карло Бергаміні, адмірал, головнокомандувач ВМС Італії (загинув 9 вересня 1943 року, коли лінкор «Рома», на якому він перебував, потопила німецька авіація)
- Еміліо Де Боно, маршал Італії, член Великої фашистської ради (страчений 11 січня 1944 року за участь у позбавлені влади Муссоліні)
- Уго Кавальєро, маршал Італії, у відставці (знайдений застреленим 14 листопада 1943 року)
- Ініго Кампйоні, віцеадмірал, губернатор Егейських островів (страчений 22 травня 1944 за наказом Муссоліні)
- Карло Каттанео, адмірал, командир 1-ї дивізії крейсерів (загинув під час морської битви біля мису Матапан 29 березня 1941 року)
- Орландо Лоренціні, бригадний генерал (під час битви при Керені 17 березня 1940 року був убитий осколками гранати)
- Джіліо Мартінат, бригадний генерал, начальник штабу Альпійського корпусу (загинув у бою 26 січня 1943 року)
- Джорджо Родоканаккі, адмірал, командир крейсера «Альберіко де Барбіано» (загинув 13 грудня 1941 року у морській битві біля мису Бон)
- Антоніно Тоскано, адмірал, командир 4-ї дивізії крейсерів (загинув 13 грудня 1941 року у морській битві біля мису Бон)

## Японія
- Коретика Анамі, генерал, міністр армії (здійснив сепуку 15 серпня 1945 року)
- Косаку Аруга, віцеадмірал, командир лінкора «Ямато» (загинув 7 квітня 1945 року під час потоплення лінкора «Ямато» американцями)
- Арітомо Гото, віцеадмірал, командир 6-ї дивізії крейсерів (загинув у морському бою біля мису Есперанс 12 жовтня 1942 року)
- Какудзі Какута, контрадмірал, командувач 1-го повітряного флоту (здійснив сепуку на острові Тініан 2 серпня 1944 року)
- Усідзіма Міцуру, генерал-лейтенант, командувач японських військ на острові Окінава (здійснив сепуку 27 червня 1945 року)
- Тюїті Наґумо, віцеадмірал (посмертно присвоєно звання повного адмірала), командувач 1-го Авіаносного флоту (застрелився після поразки у битві за острів Сайпан 6 липня 1944 року)
- Сьодзі Нісімура, адмірал, командир 7-ї дивізії крейсерів (загинув під час битви в затоці Лейте 24 жовтня 1944 року)
- Такео Такагі, адмірал, командувач 6-го флоту (загинув на острові Сайпан під час бомбардування 8 липня 1944 року)
- Ісаму Тьо, генерал-лейтенант, командир 10-ї піхотної дивізії 32-ї японської армії (здійснив сепуку під час битви за Окінаву 23 червня 1945 року)
- Ісороку Ямомото, адмірал, маршал флоту (посмертно), командувач Об'єднаного флоту (літак з Ямомото був збитий американським винищувачем 18 квітня 1943 року)

## СРСР
- Аввакумов Яків Олександрович, генерал-майор, начальник тилу 61-ї армії (загинув у бою 7 липня 1942 року)
- Аверін Дмитро Васильович, комбриг, командир 196-ї стрілецької дивізії (загинув під час Сталінградської битви 7 серпня 1942 року)
- Аверкін Дмитро Іванович, генерал-майор, командир 48-ї кавалерійської дивізії і командир партизанського загону в Криму (загинув у бою з німецькими карателями 10 грудня 1941 року)
- Акимов Степан Дмитрович, генерал-лейтенант, командувач 43-ї армії (загинув в авіакатастрофі 29 жовтня 1941 року)
- Алавердов Христофор Миколайович, генерал-майор, командир 113-ї стрілецької дивізії (страчений у німецькому полоні в 1942 році)
- Алексєєв Василь Михайлович, генерал-лейтенант танкових військ, командир 5-го гвардійського танкового корпусу (загинув в бою 25 серпня 1944 року під час Яссько-Кишинівської операції)
- Алексєєв Олександр Миколайович, полковник, командир 199-ої стрілецької дивізії КВО з квітня 1941. З 20 вересня 1941 року командував 146-ю стрілецькою дивізією, яка брала участь у Київській оборонній операції. Пропав безвісти восени 1941 року.
- Алексєєв Павло Олександрович, генерал-лейтенант авіації, заступник командувача ВПС Приволзького військового округу (репресований, страчений 23 лютого 1942 року)
- Алексєєнко Ілля Прокопович, генерал-майор танкових військ, командир 5-го механізованого корпусу (помер в госпіталі від ран 3 серпня 1941 року)
- Альохін Євген Степанович, генерал-майор, командир 27-го гвардійського стрілецького корпусу (загинув у бою 22 квітня 1945 року)
- Алфер'єв Петро Федорович, генерал-майор, заступник командувача 2-ї Ударної армії (загинув у червні 1942 року під час прориву з оточення)
- Алябушев Пилип Федорович, генерал-майор, командир 87-ї стрілецької дивізії (загинув у бою 25 червня 1941 року)
- Анісов Андрій Федорович, генерал-майор, начальник штабу 57-ї армії (застрелився 21 травня 1942 року в ході Харківської операції щоб не потрапити в полон)
- Антонов Григорій Якович, генерал-майор танкових військ, заступник командира 4-го гвардійського танкового корпусу (загинув у бою 8 серпня 1943 року під час Курської битви)
- Антошин Іван Панфілович, генерал-майор авіації, командувач ВПС Архангельського військового округу (загинув в авіакатастрофі 11 червня 1944 року)
- Апанасенко Йосип Родіонович, генерал армії, заступник командувача Воронезького фронту (загинув під час Курської битви 5 серпня 1943 року)
- Арженухін Федір Костянтинович, генерал-лейтенант авіації, начальник Військової академії ВПС (репресований, розстріляний без суду 28 жовтня 1941 року)
- Аршинцев Борис Микитович, генерал-майор, командир 11-го гвардійського стрілецького корпусу (загинув під час обстрілу 11 січня 1944 року)
- Асланов Азі Агадович, генерал-майор танкових військ, командир 35-ї гвардійської танкової бригади (загинув у бою 25 січня 1945 року)
- Ахлюстін Петро Миколайович, генерал-майор, командир 13-го механізованого корпусу (загинув у бою 28 липня 1941 року під час прориву з оточення)
- Бабахін Микола Іванович, генерал-майор, командир 9-ї гвардійської стрілецької дивізії (підірвався на міні 30 червня 1944 року)
- Бабаян Амаяк Григорович, генерал-майор, командир 35-ї механізованої бригади (загинув у бою 21 квітня 1945 року)
- Блажевич Іван Іванович, генерал-майор, командир 99-ї гвардійської стрілецької дивізії (загинув у бою 24 квітня 1945 року)
- Бобкін Леонід Васильович, генерал-майор, командувач армійської групи Південно-Західного фронту (загинув у бою 26 травня 1942 року)
- Богданов Іван Олександрович, генерал-лейтенант, командувач 39-ї армії (помер від поранень 22 липня 1942 року)
- Бодін Павло Іванович, генерал-лейтенант, начальник штабу Закавказького фронту (загинув під час бомбардування 2 листопада 1942 року)
- Бахаров Борис Сергійович, генерал-майор танкових військ, командир 9-го танкового корпусу (загинув у бою 16 липня 1944 року)
- Бацанов Терентій Кирилович, генерал-майор, командир 24-ї стрілецької дивізії (загинув у бою 20 вересня 1941 року на Полтавщині)
- Борзілов Семен Васильович, генерал-майор танкових військ, начальник автобронетанкових військ 51-ї армії (загинув у бою 28 вересня 1941 року)
- Васильєв Василь Петрович, генерал-лейтенант, командувач 1-ї Червонопрапорної армії (помер в госпіталі 19 жовтня 1942 року)
- Ватутін Микола Федорович, генерал армії, командувач 1-го Українського фронту (помер від поранень в госпіталі 15 квітня 1944 року)
- Вашугін Микола Миколайович, корпусний комісар, член військової ради Південно-Західного фронту (застрелився 28 червня 1941 року після розгрому радянських військ в боях під Луцьком і Дубно)
- Верзін Сергій Володимирович, генерал-майор, командир 173-ї стрілецької дивізії (застрелився, щоб не потрапити в полон 9 серпня 1941 року)
- Волох Петро Васильович, генерал-лейтенант танкових військ, командувач бронетанкових і механізованих військ Південно-Західного фронту (загинув 25 серпня 1943 року під час Донбаської операції)
- Городнянський Авксентій Михайлович, генерал-лейтенант, командувач 6-ї армії (загинув  27 травня 1942 року під час Харківської операції)
- Гуров Кузьма Якимович, генерал-лейтенант, член військової ради Південного фронту (помер 25 вересня 1943 року)
- Доватор Лев Михайлович, генерал-майор, командир 2-го гвардійського кавалерійського корпусу (загинув у бою 19 грудня 1941 року)
- Дрозд Валентин Петрович, віцеадмірал, командувач екскадри Балтійського флоту (загинув 29 січня 1943 року)
- Дудко Степан Іванович, генерал-майор, заступник командира 8-го кавалерійського корпусу (загинув у бою 23 лютого 1943 року)
- Єршаков Пилип Панасович, генерал-лейтенант, командувач 20-ї армії (загинув у полоні 9 червня 1942 року)
- Єфремов Михайло Григорович, генерал-лейтенант, командувач 33-ї армії  (застрелився, щоб не потрапити в полон 19 квітня 1942 року)
- Захаркін Іван Григорович, генерал-полковник, командувач Одеського військового округу (загинув в автокатастрофі 15 жовтня 1944 року)
- Зеленцов Андрій Іванович, генерал-майор, командир 88-ї стрілецької дивізії (загинув у бою 15 серпня 1941 року)
- Зінькович Митрофан Іванович, генерал-майор танкових військ, командир 6-го гвардійського танкового корпусу (загинув у бою під час форсування Дніпра 24 вересня 1943 року)
- Зигін Олексій Іванович, генерал-лейтенант, командувач 4-ї гвардійської армії (підірвався на міні 27 вересня 1943 року)
- Зусманович Григорій Мойсейович, генерал-майор інтендантської служби, начальник тилу 6-ї армії (загинув у полоні в 1944 році)
- Карбишев Дмитро Михайлович, генерал-лейтенант інженерних військ, начальник кафедри тактики Військової академії РСЧА (страчений в полоні 18 лютого 1945 року)
- Каруна Василь Петрович, генерал-майор, командир 152-ї стрілецької дивізії (загинув у бою під час форсування Дніпра 2 жовтня 1943 року)
- Качалов Володимир Якович, генерал-лейтенант, командувач 28-ї армії (загинув у бою 4 серпня 1941 року)
- Качанов Кузьма Максимович, генерал-майор, командувач 34-ї армії (репресований, розстріляний 29 вересня 1941 року)
- Кирпонос Михайло Петрович, генерал-полковник, командувач Південно-Західного фронту (загинув у бою 20 вересня 1941 року)
- Клич Микола Олександрович, генерал-лейтенант артилерії, начальник артилерії Західного фронту (репресований, розстріляний 16 жовтня 1941 року)
- Кльонов Петро Семенович, генерал-лейтенант, начальник штабу Північно-Західного фронту (репресований, розстріляний 23 лютого 1942 року)
- Козир Максим Овсійович, генерал-майор, заступник командира 50-го стрілецького корпусу (загинув у бою 23 квітня 1945 року)
- Кондрусєв Семен Михайлович, генерал-майор, командир 22-го механізованого корпусу (загинув у бою 24 червня 1941 року)
- Копец Іван Іванович, генерал-майор авіації, командувач ВПС Західного фронту (застрелився 23 червня 1941 року після знищення радянської авіації силами люфтваффе)
- Копцов Василь Олексійович, генерал-майор танкових військ, командир 15-го танкового корпусу (загинув у бою 3 березня 1943 року)
- Корзун Павло Петрович, генерал-лейтенант, командувач 47-ї армії (підірвався на міні 16 вересня 1943 року)
- Коробков Олександр Андрійович, генерал-майор, командувач 4-ї армії (репресований, розстріляний 22 липня 1941 року)
- Костенко Федір Якович, генерал-лейтенант, заступник командувача Південно-Західного фронту (загинув у бою у кінці травня 1942 року)
- Котов Григорій Петрович, генерал-лейтенант, командир 6-го гвардійського стрілецького корпусу (загинув 7 листопада 1944 року)
- Кравченко Григорій Пантелійович, генерал-лейтенант авіації, командир 215-ї винишувальної авіаційної дивізії (загинув у повітряному бою 23 лютого 1943 року)
- Кукушкін Олександр Васильович, генерал-майор танкових військ, командир 1-го гвардійського танкового корпусу (загинув у бою 25 квітня 1943 року)
- Левашов Олексій Федорович, генерал-майор, командир 4-го повітряно-десантного корпусу (загинув 23 лютого 1942 року під час Вяземської повітряно-десантної операції)
- Леселідзе Костянтин Миколайович, генерал-полковник, командувач 18-ї армії (помер в госпіталі 21 лютого 1944 року)
- Локтіонов Олександр Дмитрович, генерал-полковник, у розпорядженні наркома оборони СРСР (репресований, розстріляний без суду 28 жовтня 1941 року)
- Львов Володимир Миколайович, генерал-лейтенант, командувач 51-ї армії (загинув під час бомбардування 9 травня 1942 року)
- Любарський Степан Іванович, генерал-лейтенант, начальник штабу 3-ї гвардійської армії (загинув у бою 16 квітня 1945 року)
- Неборак Олександр Андрійович, комбриг, командир 253-ї стрілецької дивізії (застрелився 5 травня 1942 року, щоб уникнути арешту співробітниками НКВС)
- Ніколаєв Андрій Семенович, корпусний комісар, комісар 150-ї стрілецької дивізії (загинув у бою у червні 1942 року)
- Ніколаєв Іван Федорович, генерал-лейтенант, командувач 70-ї армії (помер в госпіталі від важкої хвороби 18 серпня 1944 року)
- Ніколаєв Серафим Петрович, дивізійний комісар, комендант 41-го укріпленого району (страчений у полоні восени 1941 року)
- Огурцов Сергій Якович, генерал-майор, командир 10-ї танкової дивізії (загинув 26 жовтня 1942 року у бою з німецькими карателями в Польщі)
- Осипов Кирило Осипович, контр-адмірал, начальник Тихоокеанського військово-морського училища (помер 9 травня 1945 року)
- Павлов Дмитро Григорович, генерал армії, компндувач Західного фронту (репресований, розстріляний 22 липня 1941 року)
- Петров Михайло Петрович, генерал-майор, командувач 50-ї армії (загинув у бою в жовтні 1941 року)
- Петровський Леонід Григорович, генерал-лейтенант, командир 63-го стрілецького корпусу (загинув у бою 17 серпня 1941 року)
- Подлас Кузьма Петрович, генерал-лейтенант, командувач 57-ї армії (загинув у бою 25 травня 1942 року)
- Пуганов Віктор Павлович, генерал-майор, командир 22-ї танкової дивізії (загинув 24 червня 1941 року на брестському напрямку)
- Пушкін Юхим Григорович, генерал-лейтенант танкових військ, командир 23-го танкового корпусу (загинув під час бомбардування 11 березня 1944 року)
- Пшенников Петро Степанович, генерал-лейтенант, командувач 3-ї армії (підірвався на міні 28 грудня 1941 року)
- Ракутін Костянтин Іванович, генерал-майор, командувач 24-ї армії (загинув у бою 7 жовтня 1941 року)
- Риков Євген Павлович, дивізійний комісар, член військової ради Південно-Західного фронту (страчений у полоні у вересні 1941 року)
- Ричагов Павло Васильович, генерал-лейтенант авіації, заступник нареома оборони по авіації (репресований, розстріляний без суду 28 жовтня 1941 року)
- Селіванов Іван Васильович, генерал-лейтенант, командир 30-го стрілецького корпусу (репресований, розстріляний 23 лютого 1942 року)
- Смирнов Андрій Кирилович, генерал-лейтенант, командувач 18-ї армії (загинув у бою 8 жовтня 1941 року)
- Смушкевич Яків Володимирович, генерал-лейтенант авіації, помічник начальника Генерального штабу по авіації (репресований, розстріляний без суду 28 жовтня 1941 року)
- Соколов Олександр Дмитрович, комдив, командир 16-го механізованого корпусу (загинув у полоні 17 серпня 1941 року)
- Танасчішин Трохим Іванович, генерал-лейтенант танкових військ, командир 4-го гвардійського механізованого корпусу (загинув під час бомбардування 31 березня 1944 року)
- Трубецькой Микола Іустинович, генерал-лейтенант технічних військ, начальник Управління військових сполучень Червоної армії (репресований, розстріляний 23 лютого 1942 року)
- Турбін Дмитро Іванович, генерал-лейтенант артилерії, заступник командувача артилерії 1-го Українського фронту (загинув від поранень 23 січня 1944 року)
- Усенко Матвій Олексійович, генерал-майор, командир 343-ї стрілецької дивізії (підірвався на міні 12 травня 1943 року)
- Філатов Петро Михайлович, генерал-лейтенант, командувач 13-ї армії (прмер від поранень в госпіталі 13 липня 1941 року)
- Харитонов Федір Михайлович, генерал-лейтенант, командувач 9-ї армії (прмер в госпіталі від хвороби 28 травня 1943 року)
- Хоменко Василь Опанасович, генерал-лейтенант, командувач 44-ї армії (загинув у бою 6 листопада 1943 року)
- Циганов Віктор Вікторович, генерал-лейтенант, заступник командувача Московським військовим округом (помер від хвороби 25 червня 1944 року)
- Черніє́нко Дмитро́ Хриса́нфович, генерал-майор танкових військ, командир 31-го танкового корпусу (загинув у бою 31 серпня 1943 року)
- Черняховський Іван Данилович, генерал армії, командувач 3-го Білоруського фронту (загинув у бою 18 лютого 1945 року)
- Шнейдер Борис Іванович, генерал-майор танкових військ, командувач танкових військ 9-ї гвардійської армії (помер 8 лютого 1945 року)
- Штерн Григорій Михайлович, генерал-полковник, начальник Головного управління протиповітряної оборони РСЧА (репресований, розстріляний без суду 28 жовтня 1941 року)
- Штиков Серафим Петрович, генерал-майор, командир 202-ї мотострілецької дивізії (загинув під час німецького артилерійського обстрілу 9 січня 1943 року)
- Якунін Микола Петрович, генерал-майор, командир 124-го стрілецького корпусу (загинув у бою 30 вересня 1944 року)
- Яришкін Олександр Миколайович, генерал-майор, начальник штабу 43-ї армії (загинув у червні 1944 року)
- Ярмошкевич Павло Сергійович, генерал-лейтенант, начальник штабу 4-ї армії (загинув в автокатастрофі 8 лютого 1945 року)

## Франція
- Гастон Бійот, генерал армії, командувач 1-ї групи армій (загинув в автокатастрофі 23 травня 1940 року)
- Франсуа Дарлан, адмірал, головнокомандувач французьких військ в Африці (вбитий 24 грудня 1942 року учасником Руху Опору за співпрацю з нацистами)

## США
- Саймон Болівар Бакнер-молодший, генерал-лейтенант, командувач 10-ї американської армії (загинув під час боїв за острів Окінава 18 червня 1945 року)
- Леслі Макнейр, генерал-лейтенант, командувач сухопутних військ США (загинув 25 липня 1944 року в Нормандії від «дружнього вогню»)
- Френк Максвелл Ендрюс, генерал-лейтенант, головнокомандувач військ США у Європі  (загинув в авіакатастрофі 3 травня 1943 року)
- Клаудіус М. Іслі, бригадний генерал, заступник командувача 10-ї американської армії (загинув під час битви за Окінаву 19 червня 1945 року)

## Польща
- Францішек Ксаверій Альтер, генерал бригади, командир 25-ї піхотної дивізії (загинув в німецькому полоні 23 січня 1945 року)
- Францішек Клееберг, генерал бригади, командир Окремої оперативної групи «Полісся» (помер в німецькому полоні 5 квітня 1941 року)
- Юзеф Рудольф Кустронь, генерал бригади, командир 21-ї гірськопіхотної дивізії (загинув у бою 16 вересня 1939 року)
- Ігнацій Казімєж Марія Лєдуховський, генерал дивізії (помер у німецькому концтаборі 5 березня 1945 року)
- Чеслав Млот-Фіалковський, генерал бригади, командувач Окремої оперативної групи «Нарев» (помер у німецькому полоні 17 квітня 1944 року)
- Казімеж Орлик‑Лукоський, генерал бригади, командувач оперативної групи «Ясло» (розстріляний НКВС у Харкові навесні 1940 року)
- Константин Плісовський, генерал бригади, командир Новогрудської кавалерійської бригади (розстріляний у Старобільську у квітні 1940 року)
- Рудольф Пріч, генерал дивізії, командувач оборони Львівського району (розстріляний у Катині навесні 1940 року)
- Стефан Ровецький, генерал дивізії, головний командант Армії Крайової (страчений у нацистському концтаборі Заксенгаузен у серпні 1944 року)
- Леонард Скерський, генерал дивізії, у відставці (розстріляний НКВС у Харкові навесні 1940 року)
- Петро Скуратович, генерал бригади, командувач оперативної групи «Луцьк» (розстріляний у Катині у квітні 1940 року)
- Владислав Сікорський, генерал броні, прем'єр-міністр польського уряду у вигнанні (загинув в авіакатастрофі 4 липня 1943 року)
- Мечислав Сморавінський, генерал бригади, командувач 2-го військового округу (розстріляний у Катині у квітні 1940 року)